# Nuevo Teatro Alcalá
El  Nuevo Teatro Alcalá (antes llamado Coliseo Pardiñas y Alcalá-Palace) es una sala de espectáculos de la ciudad española de Madrid, situada en la calle de Jorge Juan, número 62.

## Historia
La sala original, el «Coliseo Pardiñas»,  se abrió el 20 de febrero de 1926, con un proyecto arquitectónico de Luis Ferrero Tomás. Durante los años 50 y 60 fue el "Cine Alcalá" hasta volver a ser teatro. En el periodo como Alcalá Palace, se estrenó el año 1975 el musical Jesucristo Superstar.
Entre 1995 y 2001 permaneció cerrado. El empresario Alejandro Romay lo adquirió ese año, encargando su recuperación al estudio de arquitectura DAU, con Margarita Massó como arquitecta principal y capacidad para más de 1300 espectadores. El 29 de enero de 2003 se abrió con el espectáculo Tanguera. La reforma permitió habilitar una segunda sala, situada en el sótano y bautizada con el nombre de la actriz Margarita Xirgu, que fue inaugurada el 25 de septiembre de 2003 con la obra Venecia. Aquí se han representado numerosos musicales, entre los que se encuentran Cabaret, Grease, Priscilla, reina del desierto, Sister Act, Dirty Dancing, Billy Elliot y Matilda.
Para el otoño del año 2025 se espera la adaptación española del famoso musical Wicked, de la mano de SOM y en la dirección de David Serrano.